# بني بوعياش
بني بوعياش (بالأمازيغية الريفية:آيت بوعياش ⴰⵢⵜ ⴱⴻⵄⵉⵢⵢⴰⵛ أو ⵔⴰⵝⵏⴰⵢⵏ)، هي بلدية ومركز حضري مغربي ينتمي لإقليم الحسيمة على طول الطريق الرئيسية رقم 2، الرابطة بين الحسيمة والناظور، بما يقارب 22 كلم جنوب شرق مدينة الحسيمة.
تحدها من جهة الشمال جماعة إمزورن ومن جهة الجنوب جماعتي النكور وتفروين، ومن جهة الغرب إقليم الناظور ومن جهة الشرق جماعة لوطا. بلغ عدد سكان بني بوعياش 497 15 نسمة حسب إحصاء سنة 2004.
تمت ترقية بني بوعياش إلى بلدية، خلال التقسيم الترابي لسنة 1992. وسم تاريخها الحديث مجموعة من الحركات الاحتجاجية، على غرار انتفاضة الريف 1958-1959، التي قادها محمد الحاج سلام أمزيان. منذ اندلاع الاحتجاجات السياسية ل 2011، حضرت بني بوعياش بكثافة في المشهدين السياسي والإعلامي المغربي، وتحولت لإحدى أهم بؤر الاحتجاج السياسي، حيث شهدت مجموعة من المظاهرات والاعتصامات والمسيرات، بين 2011 و2013.

## تاريخ
منذ فبراير 2011، تحولت بني بوعياش إلى بؤرة دائمة للاحتجاج السياسي والاجتماعي. حسب الجمعية المغربية لحقوق الإنسان، فقد تميزت مقاربة الدولة المغربية لهذه الاحتجاجات بانتهاكات حقوقية كبيرة، من تجلياتها الاعتقالات العشوائية، واقتحام المنازل والترهيب والاستعمال المفرط للقوة العمومية، في خرق للمساطر القانونية.
في أكتوبر 2011، تم اغتيال كمال الحساني، الناشط في حركة 20 فبراير وفي جمعية حاملي الشهادات المعطلين (فرع بني بوعياش)، من طرف أحد مناوئي الحركة.
7 مارس 2011: مسيرة احتجاجية لساكنة بني بوعياش، نحو الحسيمة، احتجاجا على اعتقال الناشط في حركة 20 فبراير، عبد الحليم البقالي، تنتهي بنصب علم جمهورية الريف فوق مقر قيادة عبد الكريم الخطابي، بأجدير.

## ديمغرافيا
| عدد السكان                     | 497 15        |
| مؤشر الخصوبة                   | 1.9           |
| نسبة الولادات                  | 16 في الألف   |
| نسبة وفيات الأطفال             | 32.3 في الألف |
| نسبة الناطقين بالعربية         | 55.8 بالمئة   |
| نسبة الناطقين بأمازيغية تريفيت | 96.4 بالمئة   |

المصدر: نتائج الإحصاء العام للساكنة والسكنى 2004

## أعلام المدينة
- سعيد أكروح : رئيس الجماعة (حاليا) 
- هشام الفقيه : أستاذ (حاصل على وسام الملك محمد السادس)
- محمد جلول : أستاذ (معتقل في ملف حراك الحسيمة 2017)
- عبد الحليم البقالي : معطل (معتقل في أحداث 20 فبراير 2011)

## وصلات خارجية
صور من مدينة بني بوعياش على يوتيوب